# 寒柳堂集
《寒柳堂集》是著名的歷史學家、國學大師陳寅恪的一部論文集。

## 簡介
《寒柳堂集》得名于柳如是的《金明池·詠寒柳》一詞。陳寅恪對“寒柳”情有獨鍾，論文集名為《寒柳堂集》,詩文集為《寒柳堂詩稿》,自撰家史為《寒柳堂記夢》。該論文集收集了陳寅恪論述中國古代史最具代表性的論文十余篇，另附陳寅恪所寫家史《寒柳堂記夢》的未定稿。

## 目錄
一、論再生緣
二、論唐高祖稱臣於突厥事
三、韋莊秦婦吟校箋
四、狐臭與胡臭
五、徐高阮重刊洛陽伽藍記序
六、朱延豐突厥通考序
七、俞曲園先生病中囈語跋
八、讀吳其昌撰梁啟超傳書後
九、蓮花色尼出家因緣跋
十、三國志曹沖華佗傳與佛教故事
十一、贈蔣秉南序
附 寒柳堂記夢未定稿
寒柳堂記夢未定稿（補）